# Phú Giáo
Phú Giáo – dystrykt w południowym Wietnamie w prowincji Bình Dương. Powierzchnia dystryktu wynosi 541 km², a liczba ludności w 2004 roku wynosiła 67 252 mieszkańców. Ośrodkiem administracyjnym dystryktu jest Phước Vĩnh.